# Luca Semproni
Luca Semproni (falecido em 1616) foi um prelado católico romano que serviu como bispo de Città di Castello (1610–1616).

## Biografia
Luca Semproni nasceu em Rimini, na Itália. No dia 26 de abril de 1610, Luca Semproni foi nomeado durante o papado de Paulo V como Bispo de Città di Castello. A 9 de maio de 1610, foi consagrado bispo por Michelangelo Tonti, bispo de Cesena, com Metello Bichi, bispo emérito de Sovana, e Alessandro Borghi, bispo emérito de Sansepolcro, servindo como co-consagradores. Semproni serviu como Bispo de Città di Castello até à sua morte a 15 de janeiro de 1616.
Enquanto bispo, foi o consagrador principal de Domenico de' Marini, bispo de Albenga (1611).